# S100B
S100B (англ. S100 calcium binding protein B) – білок, який кодується однойменним геном, розташованим у людей на короткому плечі 21-ї хромосоми. Довжина поліпептидного ланцюга білка становить 92 амінокислот, а молекулярна маса — 10 713.
| 10         |  | 20         |  | 30         |  | 40         |  | 50         |
| ---------- |  | ---------- |  | ---------- |  | ---------- |  | ---------- |
| MSELEKAMVA |  | LIDVFHQYSG |  | REGDKHKLKK |  | SELKELINNE |  | LSHFLEEIKE |
| QEVVDKVMET |  | LDNDGDGECD |  | FQEFMAFVAM |  | VTTACHEFFE |  | HE         |

A: Аланін

C: Цистеїн

D: Аспарагінова кислота

E: Глутамінова кислота

F: Фенілаланін

G: Гліцин

H: Гістидин

I: Ізолейцин

K: Лізин

L: Лейцин

M: Метіонін

N: Аспарагін

Q: Глутамін

R: Аргінін

S: Серин

T: Треонін

V: Валін

Задіяний у такому біологічному процесі, як ацетилювання. 
Білок має сайт для зв'язування з іонами металів, іоном цинку, іоном кальцію. 
Локалізований у цитоплазмі, ядрі.